# 黄道炫
黄道炫（1966年—），江西赣州人，北京大学历史学系教授。

## 生平
1986年毕业于江西师范大学历史系，1989-2020年任中国社会科学院近代史研究所助理研究员、副研究员、研究员。
2020年10月至今任北京大学历史学系教授。所属机构：中国近现代史教研室。
研究方向为中共党史、中国革命史、中华民国史。

## 著作
主要作品：
《张力与限界：中央苏区的革命》，社会科学文献出版社2011年版。
《蒋介石：一个力行者的思想资源》，山西人民出版社2012年版。
《蒋家王朝1·民国兴衰》，中国青年出版社2001年版。
《民族存亡的搏斗》，合著，河南人民出版社1996年版（2004年再版）。
《蒋介石与中国文化》，香港中华书局1992年版。
《中国抗日战争史》第1卷，社会科学文献出版社2019年版。
《铁水流：战时中共革命系统的运作(1937–1945)》，香港中文大学出版社2024年版。